# Golnie
Golnie (biał. Гольні, Holni, ros. Гольни, Golni) – wieś na Białorusi, w obwodzie grodzieńskim, w rejonie brzostowickim, w sielsowiecie Olekszyce. Położona jest 42 km na południe od Grodna i 13 km od granicy polsko-białoruskiej. Znajduje się w niej parafialna cerkiew prawosławna pw. Zaśnięcia Najświętszej Marii Panny, zbudowana w 1903 roku.

## Historia

### Do września 1939 roku
W czasach zaborów w granicach Imperium Rosyjskiego, w guberni grodzieńskiej, w powiecie grodzieńskim. Od 1919 roku w granicach II Rzeczypospolitej. 7 czerwca 1919 roku, wraz z całym powiatem grodzieńskim, weszła w skład okręgu wileńskiego Zarządu Cywilnego Ziem Wschodnich – tymczasowej polskiej struktury administracyjnej. Latem 1920 roku zajęta przez bolszewików, następnie odzyskana przez Polskę. 20 grudnia 1920 roku włączona wraz z powiatem do okręgu nowogródzkiego. Od 19 lutego 1921 roku w województwie białostockim, w powiecie grodzieńskim, w gminie Brzostowica Mała. W 1921 roku nazwę Golnie nosiły: wieś i folwark. Folwark obecnie jest oddzielną miejscowością. We wsi było 38 budynków mieszkalnych i 2 inne zabudowania zamieszkane. Według Powszechnego Spisu Ludności z 1921 roku wieś zamieszkiwało 235 osób, wszystkie były wyznania prawosławnego i deklarowały białoruską przynależność narodową. 

### Zbrodnia w Golniach 18 września 1939 roku
W wyniku napaści ZSRR na Polskę we wrześniu 1939 roku miejscowość znalazła się pod okupacją radziecką. 18 września uzbrojona grupa białoruskich komunistów i kryminalistów, na której czele stał Józef Gawryluk, dokonała napaści na majątek Golnie. Jej celem było zamordowanie dzierżawcy Antoniego Kozłowskiego, znanego z polskiego patriotyzmu. Napad nie powiódł się, ponieważ w obronie Kozłowskiego zdecydowanie wystąpili mieszkańcy wsi Golnie, na czele z tamtejszym komitetem wioskowym. W wyniku oporu napastnicy zrezygnowali z planów zamordowania dzierżawcy. Zamiast tego, zdecydowali się aresztować go i doprowadzić na przesłuchanie. W tym czasie, w bliżej nieznanych okolicznościach, inni członkowie tej samej grupy zamordowali pozostające w majątku żonę i szwagierkę Kozłowskiego oraz dokonali rabunku mienia. Antoni Kozłowski, po powrocie z przesłuchania zastał na podwórku trupy członków rodziny i splądrowany dom, w wyniku czego doznał głębokiego szoku. Mieszkańcy Golni usiłowali udzielić mu pomocy – dokonali pochówku ofiar, położyli Kozłowskiego do łóżka i próbowali opiekować się nim. Wezwanie lekarza okazało się niemożliwe, ponieważ zarówno medyk z Brzostowicy Wielkiej, jak i z Żukiewiczów Małych byli wówczas aresztowani. W wyniku szoku Antoni Kozłowski zmarł. Istnieje również inna wersja, według której Antoni Kozłowski wraz z małżonką zostali zamordowani dzień wcześniej.

### Od września 1939 roku
2 listopada została włączona do Białoruskiej SRR. 4 grudnia 1939 roku włączona do nowo utworzonego obwodu białostockiego. Od czerwca 1941 roku pod okupacją niemiecką. 22 lipca 1941 roku włączona w skład okręgu białostockiego III Rzeszy. W 1944 roku ponownie zajęta przez wojska sowieckie i włączona do obwodu grodzieńskiego Białoruskiej SRR. Od 1991 roku w składzie niepodległej Białorusi.

## Demografia
Według spisu powszechnego z 1921 roku wieś zamieszkana była przez 235 osób, wyłącznie rzymskokatolickich Polaków. Folwark zamieszkany był przez 69 osób, także wyłącznie Polaków, z których 34 wyznawało judaizm, 29 prawosławie i 6 katolicyzm. Jednak polski historyk dr hab. Marek Wierzbicki uważa, że wieś w rzeczywistości była zamieszkana przede wszystkim przez Białorusinów.